# 观山镇
观山镇，是中华人民共和国四川省自贡市荣县下辖的一个乡镇级行政单位。2019年9月撤销复兴乡，将其所属行政区域划归观山镇管辖，观山镇人民政府驻西北街51号。

## 行政区划
观山镇下辖以下地区：
赖河坝社区、但家坝社区、高嘴村、观音滩村、井坎山村、大坝坪村、水池村、小祠堂村、跑马坪村、板桥村、李家山村、栗林村、老柏村、吴家湾村、抬子坳村、但家村、熊家村、方冲村、楠树村和桐子湾村。